# Meryton

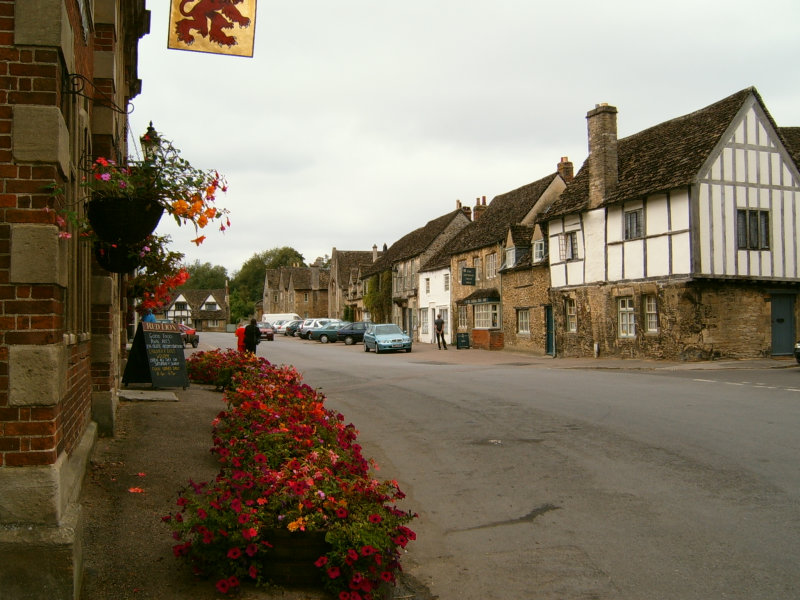
Highstreet in Lacock

Meryton is een fictief dorp uit de roman Pride and Prejudice van Jane Austen.
Het dorp is gelegen in het graafschap Hertfordshire. De landgoederen Longbourn (van de familie Bennet) en Netherfield (gehuurd door Charles Bingley) bevinden zich op loopafstand van het dorp. Verder bevinden zich in of in de nabijheid van het dorp nog de landgoederen Lucas Lodge, Ashworth, Haye-Park, Purvis Lodge en Stoke. De vier laatstgenoemde landgoederen worden genoemd door Mrs. Bennet wanneer ze voor haar jongste dochter Lydia op zoek gaat naar geschikte woonruimte. Lucas Lodge wordt bewoond door de voormalige burgemeester van het dorp, Sir William Lucas, met zijn vrouw en kinderen.
Austen vertelt in het boek dat de vrouwelijke hoofdpersoon, Elizabeth Bennet, samen met haar zusters regelmatig bezoekjes brengt aan het dorp. Ze doet dit zowel voor het onderhouden van sociale contacten (er woont familie van de Bennets, en Elizabeths vriendin Charlotte woont er) als voor het aanschaffen van hoeden, linten, schoenen etc. Tijdens de looptijd van het verhaal is er een legereenheid gelegerd nabij het dorp. Dit zorgt ervoor dat het in het dorp een drukte van belang is, en dat de gezusters Bennet een aantal van de in Meryton gelegerde militairen leren kennen.
Bij de opnames van de BBC-serie uit 1995 werd het dorp Lacock in Wiltshire gebruikt als "Meryton".